# Ron och Tanja
Ron och Tanja (tyska: Ron und Tanja) är en tysk TV-serie från 1990. Den visades ursprungligen som ZDF:s julserie  under perioden 25-30 december 1990.

## Handling
Ron och Tanja är två 16-åringar som bor i Berlin, strax efter vändpunkten. Ron är svart och Tanja är vit. De båda blir förälskade i varandra, med deras förhållande motarbetas av omgivningen. En dag beskylls Ron för en brand, och tvingas ge sig av till Rom.

## Om serien
Serien visades första gången i SVT under tidigt 1992 i TV 2.

## Rollista (urval)
- Leandro Blanco - Ron
- Alexandra Henkel - Tanja
- Günter Lamprecht - pappa Schilling
- Christina Horn - mamma Schilling
- Pascal Freitag - Boris
- Winfried Glatzeder - pappa Pacul
- Claudia Amm - mamma Pacul
- Jonathan Kinsler - Delabaie
- Andreas Mannkopff - Paul Potter
- Udo Schenk - doktor Neidhardt

### Fotnoter
1. 1 2 3 4  hämtat från: tyskspråkiga Wikipedia.[källa från Wikidata]
2. ↑  hämtat från: engelskspråkiga Wikipedia.[källa från Wikidata]
3. ↑  hämtat från: svenskspråkiga Wikipedia.[källa från Wikidata]
4. ↑  läs online, www.fernsehserien.de .[källa från Wikidata]
5. ↑  ”Ron und Tanja” (på tyska). Fernsehserien. 19 mars 1990. http://www.fernsehserien.de/ron-und-tanja. Läst 20 januari 2017.
6. ↑  ”Ron und Tanja Miniserie in 6 Teilen, Episodenguide” (på tyska). Fernsehserien. 19 mars 1990. http://www.fernsehserien.de/ron-und-tanja/episodenguide/0/1645. Läst 20 januari 2017.
7. ↑  ”Ron Tanja”. Svensk mediedatabas. 19 mars 1992. https://smdb.kb.se/catalog/search?q=Ron+Tanja&sort=OLDEST. Läst 20 januari 2017.